# Rete tranviaria di Vinnycja
La rete tranviaria di Vinnycja (Вінницький трамвай) è la rete tranviaria che serve la città ucraina di Vinnycja.

## Linee
- 1 Zalizničnij vokzal - Elektromereža (Залізничний вокзал ↔ Електромережа)
- 2 Bars'ke šose - Višen'ka (Барське шосе ↔ Вишенька)
- 3 Elektromereža - Bars'ke šose (Електромережа ↔ Барське шосе)
- 4 Zalizničnij vokzal - Bars'ke šose (Залізничний вокзал ↔ Барське шосе)
- 5 Elektromereža - Bars'ke šose (Електромережа ↔ Барське шосе)
- 6 Zalizničnij vokzal - Višen'ka (Залізничний вокзал ↔ Вишенька)